# Abrams Books
Abrams Books, anteriormente Harry N. Abrams, Inc., é uma editora em Nova Iorque.
Foi fundada em 1949 por Harry Nathan Abrams, publicando livros sobre arte e livros ilustrados. Em 1997, a empresa foi adquirida por La Martinière Group, de Paris.